# 帕爾瓦爾縣
帕爾瓦爾縣是印度的一個縣，位於該國北部，由哈里亞納邦負責管轄，面積1,359平方公里，海拔高度195米，2011年人口1,040,493，人口密度每平方公里766人。

## 外部連結
- History of Haryana